# Fluorapatita
La fluorapatita és un mineral de la classe dels fosfats que forma part del grup de l'apatita.

## Característiques
La fluorapatita és un fosfat amb fórmula Ca₅(PO₄)₃F (fluorofosfat de calci). És un sòlid dur i cristal·lí. Pot tenir diversos colors (verd, bru, blau, viola, o sense color), el mineral pur és incolor. És un component important de l'esmalt de les dents. La fluorapatita cristal·litza en el sistema hexagonal. En les matrius biològiques sovint apareix combinat amb hidroxilapatita (Ca₅(PO₄)₃OH). La clorapatita (Ca₅(PO₄)₃Cl) és una altra estructura relacionada. Industrialment aquest mineral és una important font d'àcid fosfòric i d'àcid fluorhídric.
Segons la classificació de Nickel-Strunz la fluorapatita pertany a «08.BN - Fosfats, etc. amb anions addicionals, sense H₂O, només amb cations de mida gran, (OH, etc.):RO₄ = 0,33:1» juntament amb els següents minerals: aradita, magganasita, fluorpiromorfita, fluorsigaiïta, fluoralforsita, alforsita, belovita-(Ce), clorapatita, mimetita-M, johnbaumita-M, hedifana, hidroxilapatita, johnbaumita, mimetita, morelandita, piromorfita, fluorstrofita, svabita, turneaureïta, vanadinita, belovita-(La), deloneïta, fluorcafita, kuannersuïta-(Ce), hidroxilapatita-M, fosfohedifana, hidroxilpiromorfita, estronadelfita, fluorfosfohedifana, carlgieseckeïta-(Nd), vanackerita, miyahisaïta, pieczkaïta, hidroxilhedifana, pliniusita, parafiniukita, arctita, krügerita i goryainovita.

## Aplicacions
La fluorapatita pot ser una impuresa natural de l'apatita generada com a subproducte en la producció d'àcid fosfòric. La fluorapatita sintètica dopada amb manganès-II i antimoni-V forma la base de la segona generació del tub fluorescent. Es pot usar com precursor per la generació de fòsfor.

## Formació i jaciments
La fluorapatia com a mineral és el més comú dels minerals fosfatats. Ocorre en roques ígnies i en roques metamòrfiques riques en calci. És un component essencial de la fosforita. També es troba en els sòls de laterita.
A Catalunya ha estat descrita a la mina Rocabruna de Gavà (Baix Llobregat, Barcelona); a la pedrera Sanson de Santa Creu d'Olorda (Baix Llobregat, Barcelona); a la mina «de la Turquesa», a Cornudella de Montsant (Priorat, Tarragona); a la pedrera Rialls de Tordera (Maresme, Barcelona); a la pedrera del Turó de Montcada (Vallès Occidental, Barcelona); al Cap de Creus (Alt Empordà, Girona); a Bellver de Cerdanya (Cerdanya, Lleida) i a Arestui a Llavorsí (Cerdanya, Lleida).

## Varietats
- La carbonatofluorapatita, o fluorapatita rica en carbonat, és una varietat de fluorapatita des del 2008, sent abans una espècie pròpia, amb fórmula Ca₅(PO₄,CO₃)₃(F,O). Es tracta d'una varietat amb algun carbonat (CO₃) substituint el grup fosfat (PO₄).